# Frank Westman
Frank Erik Hakvin Westman, född 3 februari 1951 i Vilhelmina församling i Västerbottens län, är en svensk militär.

## Biografi
Westman avlade officersexamen vid Krigsskolan 1975 och utnämndes samma år officer vid Norrlands dragonregemente, där han befordrades till kapten 1978. Han befordrades till major 1983 och till överstelöjtnant 1994, varpå han var chef för Underhållssektionen vid staben i Norra militärområdet 1994–1996, befordrad till överstelöjtnant med särskild tjänsteställning 1995. År 1996 befordrades han till överste, varefter han var chef för Norrlands dragonregemente 1996–2000, chef för Norra underhållsregementet 2000–2001 och chef för Försörjningsdivisionen i Försvarsmaktens logistik 2002–2004. Åren 2004–2006 var han chef för Norrbottens regemente och Bodens garnison. Westman var därefter chef för Hemvärnet i norra Sverige och ombudsman för Moderaterna i Norrbotten.